# Millencolin and the Hi-8 Adventures
Millencolin and the Hi-8 Adventures är en video av det svenska punkrockbandet Millencolin, utgiven i VHS-format 1999 på Burning Heart Records. Den 74 minuter långa videon skapades av gruppens gitarrist Erik Ohlsson under bandets utlandsturnéer. Den innehåller videoklipp både från bandets livekonserter, men också från medlemmarnas olika fritidsaktiviteter, såsom skateboardåkande, bowling mm.
Videon utgör även en tillbakablick där de olika bandmedlemmarna ger sin syn på bandets förflutna åren 1992-1995. Videon innehåller också några av bandets musikvideor, däribland "Da Strike", "Move Your Car", "The Story of My Life" och "Lozin' Must".
I anslutning till videon gavs även en EP ut i limiterad upplaga om totalt 3 000 exemplar (1 000 i Europa, 1 000 i USA och 1 000 i Australien.
Millencolin and the Hi-8 Adventures släpptes som DVD 2003. I denna version hade även musikvideon till låten "Kemp" inkluderats samt en trailer för en planerad uppföljare till filmen.

## Konsertframträdanden
Filmen visar en rad olika klipp från bandets konserter:
| Låt             | Datum        | Plats                                                |
| --------------- | ------------ | ---------------------------------------------------- |
| "Leona"         | oktober 1995 | Åbo, Finland                                         |
| "Mr. Clean"     | mars 1996    | Tokyo, Japan                                         |
| "Dance Craze"   | Oktober 1996 | Albuquerque, New Mexico                              |
| "Olympic"       | juli 1997    | Los Angeles, Kalifornien och Montreal, Kanada        |
| "Twenty Two"    | april 1998   | Bordeaux, Frankrike                                  |
| "Killercrush"   | april 1998   | Bordeaux, Frankrike                                  |
| "Bullion"       | oktober 1997 | Sydney, Australien                                   |
| "Monkey Boogie" | april 1998   | Amsterdam, Nederländerna och Strasbourg, Frankrike   |
| "Random I Am"   | augusti 1998 | Rio de Janeiro, Curitiba och Porto Alegre, Brasilien |
| "Airhead"       | januari 1998 | San Diego, Kalifornien                               |

## Soundtrack
Soundtracket till filmen släpptes som en EP i begränsad upplaga.

### Låtlista
1. "Buzzer" (utökad version)
2. "Random I Am" (live)
3. "Puzzle" (live)
4. "Dance Craze" (live)
5. "Move Your Car" (live)
6. "Killercrush" (live)
7. "Bullion" (live)
8. "Twenty Two" (live)

### Personal

#### Millencolin
- Nikola Sarcevic - sång, bas
- Erik Ohlsson - gitarr
- Mathias Färm - gitarr
- Fredrik Larzon - trummor